# 12-й танковий корпус (СРСР)
12-й та́нковий ко́рпус — оперативно-тактичне військове об'єднання в складі ЗС СРСР періоду Другої Світової війни.

## Історія існування
Корпус сформований у травні 1942 року в Московській області. Директивою Ставки ВГК № 994022 від 25.05.1942 року включений до 3-ї танкової армії. У її складі брав участь у контрударі радянських військ південніше Козельська у серпні 1942 року, у Острогозько-Россошанській і Харківській оборонній операціях.
Директивою Ставки ВГК № 46094 від 31.03.1943 року виведений у резерв Ставки ВГК в район Тамбова.
У травні 1943 року включений до складу 3-ї гвардійської танкової армії. Брав участь у Орловській наступальній операції, визволенні Лівобережної України.
Наказом НКО СРСР № 0404с від 26 липня 1943 року 12-й танковий корпус перетворений у 6-й гвардійський танковий корпус.

## Бойовий склад

### Станом на червень 1942 року
- Управління корпусу
- 30-а танкова бригада
- 86-а танкова бригада
- 97-а танкова бригада важких танків
- 13-а мотострілецька бригада
- 6-й розвідувальний батальйон

### Станом на травень 1943 року
- Управління корпусу
- 30-а танкова бригада
- 97-а танкова бригада
- 106-а танкова бригада (з 06.1942)
- 1417-й самохідно-артилерійський полк
- 1498-й винищувально-протитанковий артилерійський полк
- 272-й мінометний полк
- 1703-й зенітно-артилерійський полк
- 757-й винищувально-протитанковий артилерійський дивізіон
- 6-й розвідувальний батальйон
- 66-й мотоциклетний батальйон
- Корпусні частини:
  - 432-й окремий батальйон зв'язку (з 17.07.1943)
  - 127-й окремий саперний батальйон (з 17.07.1943)
  - 87-а окрема рота хімічного захисту (з 17.07.1943)
  - 12-а окрема автотранспортна рота підвозу ПММ
  - 88-а рухома танкоремонтна база
  - 93-я рухома авторемонтна база
  - окрема авіаланка зв'язку (з 17.07.1943)
  - 47-й польовий автохлібозавод (з 17.07.1943)
  - 2120-а військово-польова станція
  - 204-й медико-санітарний взвод

## Командування
- Командир корпусу:
  - Богданов Семен Ілліч, полковник, з 21.07.1942 генерал-майор т/в (19.05.1942 — 07.09.1942)
  - Чесноков Макарій Іванович, полковник (08.09.1942 — 29.12.1942)
  - Митрофанов Василь Андрійович, полковник, з 07.06.1943 генерал-майор т/в (30.12.1942 — 16.01.1943)
  - Зінькович Митрофан Іванович, генерал-майор т/в (17.01.1943 — 26.07.1943)
- Начальник штабу корпусу:
  - Митрофанов Василь Андрійович, полковник (28.05.1942 — 14.05.1943)
  - Чернов Веніамін Володимирович, підполковник (20.05.1943 — 26.07.1943)
- Заступник командира корпусу з політичної частини (до 09.10.1942 — військовий комісар):
  - Жуков Петро Семенович, бригадний комісар, з 20.12.1942 полковник (14.05.1942 — 16.06.1943)
  - Нікітов Микола Матвійович, підполковник (17.06.1943 — 19.07.1943)
  - Лясковський Микита Трохимович, підполковник (22.07.1943 — 26.07.1943)
- Заступник командира корпусу з технічної частини
  - Колотушкін Іван Іванович, інженер-підполковник (01.43 — 26.07.1943)